# Vácduka
Vácduka je vas na Madžarskem, ki upravno spada pod podregijo Váci Županije Pešta.